# Gyermekkeresztség
A gyermekkeresztség vagy csecsemőkeresztelés a csecsemők vagy kisgyermekek megkeresztelésének vallásos rituáléja.
A római katolikus, az ortodox és református  egyházakban gyakorolják mint szentséget, de ezeken kívül még más, protestáns egyházakban is megtalálható, köztük az anglikánok, evangélikusok, presbiteriánusok, kongregacionalisták, metodisták  felekezeteiben.

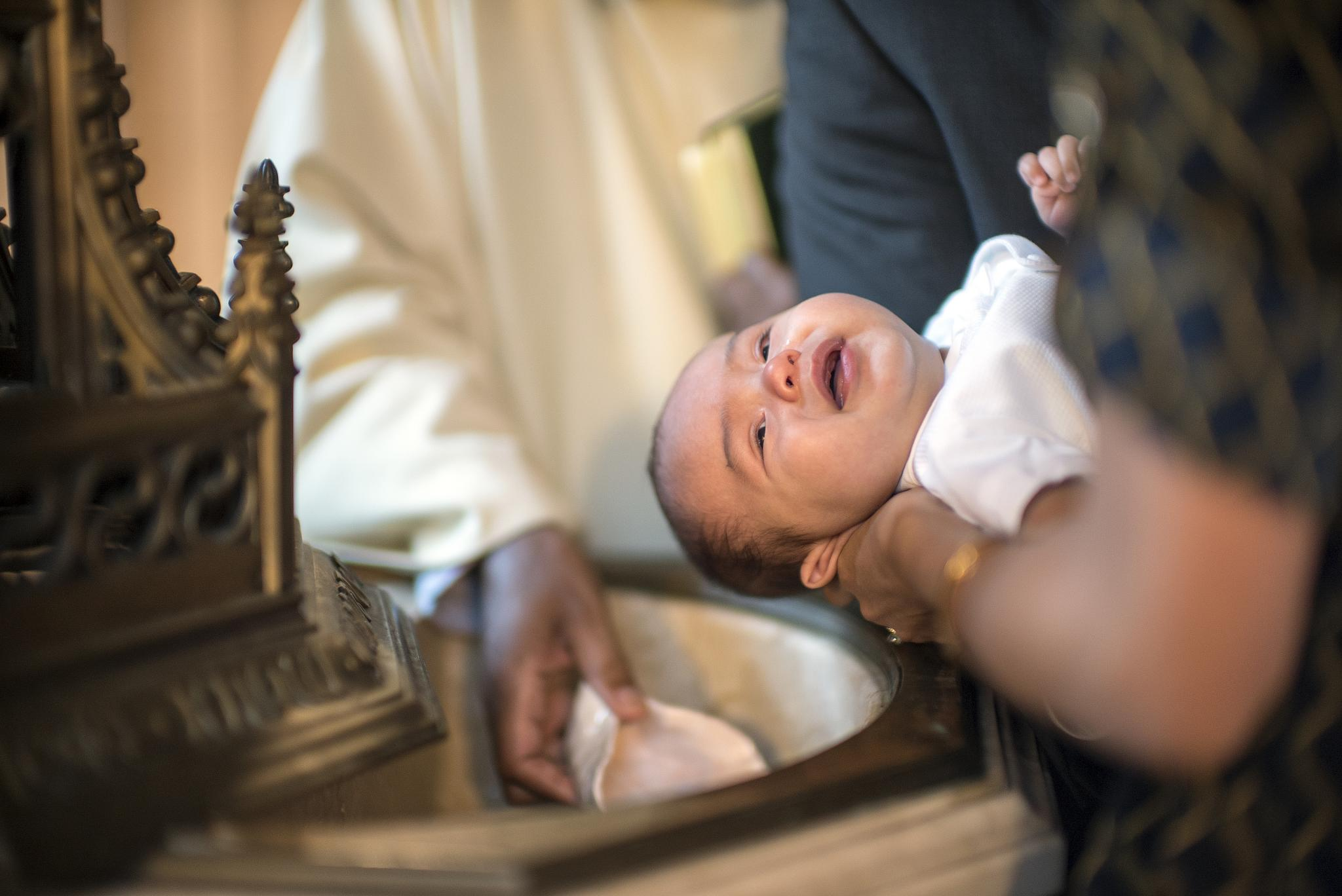
Csecsemőkeresztelés

A teológiában pedobaptizmus-nak is nevezik, szembeállítva a hívők keresztségével, a kredobaptizmussal.

## Története
Jézus azt mondta, hogy az alámerítkezés, keresztség az üdvösség egyik feltétele, és hogy a követőinek alá kell merítkezniük, meg kell keresztelkedniük. Mivel a megtérésről szóló újszövetségi szövegek arról beszélnek, hogy a hit elfogadására szabad, Isten kegyelmére támaszkodó döntésben kerül sor, ezért az őskeresztények kizárólag felnőtteket merítettek alá vagyis kereszteltek.

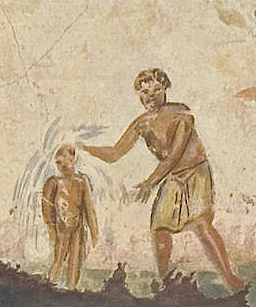
A 3. századi freskó már gyermekkeresztséget ábrázol (Szt. Callixtus katakomba, Róma)

Az első három század folyamán többnyire felnőtteket kereszteltek, úgy, hogy az egyént alámerítették egy folyóban, majd a későbbiekben akár egy medencében. A keresztség előtt a személyek megismerkedtek Jézus tanításával, bűnbánatot gyakoroltak és egy megfontolt, életre szóló döntést hoztak.
A keresztség azt jelképezte, hogy az egyén eltemetkezett a bűneivel, – Krisztus halálához hasonlóan – a hullámsírba, majd a vízből kimerítve immár megtisztulva, feltámadt egy új életre.
A gyermekkeresztség fokozatosan honosodott meg az első századokban. A legkorábbi csecsemőkeresztelésre utaló leírás Szt. Iréneusz Az eretnekek ellen (Adversus haereses) című művében található, majd Órigenész is megemlíti a Homíliáiban a csecsemőkeresztelést, mint szokást, de a csecsemőkeresztelés széles körben csak később terjedt el. Szt. Ágoston óta († 430) az eredendő bűn eltörlésével, azzal a félelemmel indokolták, hogy a keresztség nélkül meghalt gyermekek a pokolra jutnak. (E nézetnek később az enyhébb változata alakult ki: a limbusba jutnak.)
Az ókeresztény egyházban a 4. század előtt nem volt egységes keresztelési mód. A korai középkorban a csecsemőkeresztelés már megszokottá vált, és a rítus jelentősen egyszerűsödött. Az 5. századra a gyermekkeresztelés uralkodó gyakorlattá vált az egész egyházban, de a pogányoknál a felnőtteket is megkeresztelték. A gyermekkeresztség elterjedésével párhuzamosan a templomokban a keresztelőmedence mérete csökkent, a 8. századtól mind kevesebb keresztelőkápolna épült.
Nyugat-Európában a vízzel meghintés vagy leöntés a 12. és a 14. század között vált a keresztelés megszokott módjává, de ugyanakkor a vízbe merítés még a 16. században is gyakorolva volt.
Az újkor hajnalán a reformátorok nem akartak a hagyományos szokással szakítani, de másrészt a gyermekkeresztséget sehogy sem tudták észszerűen a saját vallási rendszerükbe beleilleszteni. Ezért megtartották a gyermekkeresztséget, mondván, hogy Isten megelőző kegyelme adatik hírül benne. A reformáció mellékáramlatának egyik irányzata, az anabaptisták ugyanakkor megtagadták a csecsemők keresztelésének gyakorlatát, és újból megkeresztelkedtek.
A tridenti zsinat az eredendő bűn eltörlésére tekintettel védelmébe vette a gyermekkeresztséget, és kötelező érvénnyel tanított, hogy a keresztséget követően a kisgyermekeket is a hívők közé szabad számítani, és az érvényességhez éppúgy nincs szükség újbóli keresztségre, mint ahogy a keresztség későbbi, tudatos ratifikálására sem.
Mivel a csecsemők és a kisgyermekek nem élhetik át a megtérést, és nem tudnak felelősségteljes döntést hozni, ezért napjainkban a protestáns  (főleg az újprotestáns) egyházak jelentős része elutasítja a gyermekkeresztséget.

## A katolikus egyházban
A keresztség szentsége kiszolgáltatásának szertartása:
- Köszöntés
- Szülők kikérdezése ("Mi a gyermek neve?", "Mit kértek N. számára?")
- A pap, a szülők és a keresztszülők a gyermek homlokát kereszttel megjelölik.
- Keresztszülők ígérete.
- Rövid prédikáció
- Egyetemes könyörgések
- Olajjal való megkenés
- Szentelt víz megáldása
- Hitvallás – háromszori ellentmondás a Sátánnak, és háromszori hittétel.
- Szülők másodszori kikérdezése
- Vízzel való leöntés – háromszor az Atya, a Fiú és a Szentlélek nevében.
- Krizmával való megkenés
- Fehér ruha ráadása
- Égő gyertya átadása
- Miatyánk
- Áldás

## Református egyház
A keresztelési istentisztelet liturgiája:
- Ének (Sok helyen a következő énekvers: "Nem éltem még e föld színén: te értem megszülettél; Még rólad mit sem tudtam én: tulajdonoddá tettél; Még meg sem formált szent kezed, Már elválasztál engemet, Hogy társam légy e földön.", Magyar Református Énekeskönyv 329. dicséret 2. verse)
- Köszöntés
- Szereztetési ige: "A feltámadott Krisztus, mielőtt átment a mennyei dicsőségbe, e szavakkal küldte el tanítványait az evangélium hirdetésére és hatalmazta fel őket a keresztség sákramentumának kiszolgáltatására: 'Nékem adatott minden hatalom mennyen és földön. Elmenvén azért, tegyetek tanítványokká minden népeket, megkeresztelvén őket az Atyának, a Fiúnak és a Szentléleknek nevébe, tanítván őket, hogy megtartsák mindazt, amit én parancsoltam néktek; és ímé én veletek vagyok minden napon a világ végezetéig.' Ámen" (Mt 28,18-20).
- Igehirdetés
- Hitvallás – a gyülekezet fennhangon elmondja az apostoli hitvallást.
- Nyilatkozat és fogadalom (szülők és keresztszülők)
- Imádság
- Keresztelés – e szavakat mondja a lelkipásztor, miközben néhány csepp vizet önt a megkeresztelni odavitt gyermek fejére: " (a gyermek neve) keresztellek téged az Atyának, a Fiúnak és a Szentléleknek nevébe. Ámen."
- A gyermek megáldása – az ároni áldás szavaival, vagy ezzel a formulával:

Kicsiny gyermek, nőj, növekedjél, testben és lélekben, Isten és emberek előtt való kedvességben. Legyél áldott, hogy boldog is lehess.
- Hirdetések
- Ének
- Áldás